# Centre d'anthropologie culturelle
 (octobre 2011).
Le Centre d'anthropologie culturelle (CANTHEL) est le centre de recherche en anthropologie culturelle d'Université Paris Cité (UFR de Sciences humaines et sociales). Il héberge la revue Cargo, revue internationale d'anthropologie culturelle et sociale.

## Historique
Créé en 2010, le CANTHEL est le centre de recherche en ethnologie et anthropologie de la Faculté de Sciences humaines et sociales d’Université Paris Cité, anciennement Paris Descartes – Sorbonne, où l’ethnologie fut instituée par Marcel Griaule, André Leroi-Gourhan, Roger Bastide et Georges Balandier. Il est localisé sur le Campus Saint-Germain-des-Prés, rue des Saints-Pères à Paris. 
Les membres du CANTHEL poursuivent des recherches sur des terrains spécifiques (Afrique, Amériques, Asie, Caraïbes, Europe) au sein desquels ils collectent des discours et des documents écrits, filment des images, observent des pratiques concrètes. Explorant des thématiques transversales communes à différents terrains et plusieurs sous-disciplines, ils se proposent de rendre compte des conflits, des instabilités, des ruptures de sens, mais aussi des porosités, des compromis, des créations culturelles, sur des terrains choisis pour leur pertinence.
Le CANTHEL a été dirigé par Erwan Dianteill de 2010 à 2018. Il est dirigé par Octave Debary depuis janvier 2020.
En janvier 2013, le CANTHEL a lancé le premier numéro de la revue Cargo, dirigée par Francis Affergan et Erwan Dianteill. 

## Principaux membres
Francis Affergan, Serena Bindi,  Octave Debary, Erwan Dianteill, Marie-Luce Gélard, Cécile Leguy (associée), Alain Pierrot, Roger Renaud, Jean-Didier Urbain, Bernard Valade. 

## Axes de recherche (2020-2025)
- Terrains, méthodes et épistémologie en anthropologie.
- Rapports au corps, univers sensoriels et santé.
- Dynamiques de pouvoir et politiques des identités.

## Établissements partenaires
- Ministère de l'enseignement supérieur et de la recherche (EA 4545)
- Université Paris Cité